# سوار (فلم)
سِوار فلم درامي سعودي مبني على أحداث حقيقية حصلت في عام 2003م، يُعرض في صالات السينما من تاريخ 6 صفر 1447هـ الموافق 31 يوليو 2025م، من بطولة فهيد الدمناني، يوسف ديميروك، سارة البهكلي، علي آل شكوان، توجس يولكو، سيكان جينتش، وهو الفيلم الروائي الأول للمخرج السعودي أسامة الخريجي، ومن إنتاج شركة حكواتي إنترتينمنت بالتعاون مع فيلم العلا، وهو الفلم الذي اُختير ليكون الافتتاحي للدورة الحادية عشرة من مهرجان أفلام السعودية.

## القصة
يحكي قصة حقيقية حصلت عام 2003م لطفلين حديثي الولادة، أحدهما سعودي والآخر تركي، بُدِّل بينهما عن طريق الخطأ في مدينة نجران بالسعودية، وفي وقت لاحق من عام 2007م تَكْشِف اختبارات الحمض النووي هذا الخطأ، وتصدرت القصة عناوين الأخبار وهزت الرأي العام، بعدما أصبح لكل طفل منهما عائلته وحياته الخاصة، حيث يستكشف الفيلم المكوّن من ثلاثة فصول، الصراعات الشخصية والتحدّيات المجتمعيّة والروابط العاطفيّة العميقة التي تحدّد العائلات.

## الممثلون
| الممثل        | الدور |
| ------------- | ----- |
| فهيد الدمناني | حمد   |
| علي آل شكوان  | علي   |
| يوسف ديميروك  | يعقوب |
| سارة البهكلي  | نورة  |
| توجس يولكو    | فاطمة |
| سيكان جينتش   | يانر  |